# Friedrich Paulsen

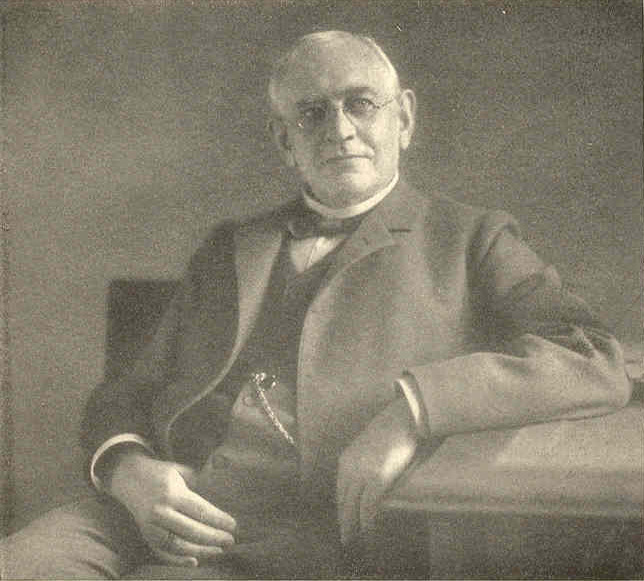
Friedrich Paulsen, 1907

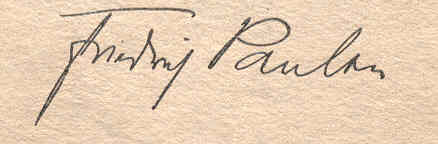
Friedrich Paulsens Unterschrift

Friedrich Paulsen (* 16. Juli 1846 in Langenhorn bei Niebüll (Nordfriesland); † 14. August 1908 in Steglitz b. Berlin) war ein deutscher Pädagoge und Philosoph.

## Leben

### Herkunft und Schulzeit
Friedrich Paulsen war der Sohn des Kleinbauern Paul Frerck Paulsen und dessen Ehefrau Christine Ketelsen. Er besuchte ab dem fünften Lebensjahr die Dorfschule und wechselte 1859 in die Schule von Lehrer Sönke Brodersen. Dieser förderte Paulsen nach allen Kräften und so konnte dieser ab 1863 die Sekunda des Christianeums in Altona besuchen. Drei Jahre später beendete Paulsen erfolgreich mit dem Abitur seine Schulzeit.

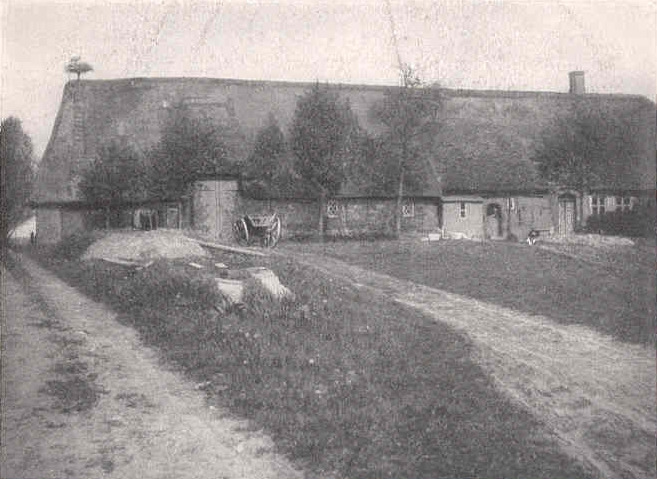
Friedrich Paulsens Geburtshaus in Langenhorn (um 1900)
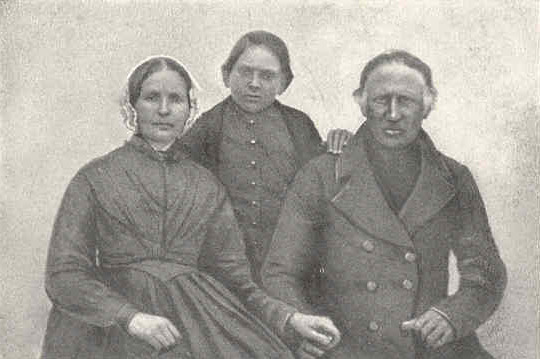
Friedrich Paulsen mit seinen Eltern, um 1860

### Studium
Im selben Jahr begann Paulsen an der Universität Erlangen Theologie zu studieren und wurde dort Mitglied der Burschenschaft der Bubenreuther. Nach drei Semestern wechselte er zur Philosophie an die Berliner Friedrich-Wilhelms-Universität. Dieses Studium beendete er 1871 erfolgreich mit seiner Dissertation bei Friedrich Adolf Trendelenburg über Form und Methode der Aristotelischen Ethik (Symbolae ad systemata philosophiae moralis historicae et criticae).
1875 konnte er sich mit einer Arbeit über die Erkenntnistheorie Immanuel Kants habilitieren (Versuch einer Entwicklungsgeschichte der Kantischen Erkenntnisstheorie).

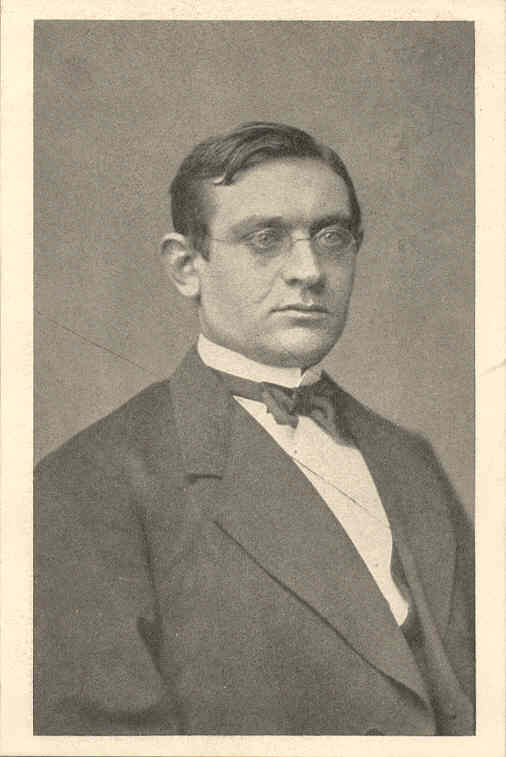
Friedrich Paulsen als Privatdozent, 1877

### Ehen
1877 heiratete er in Berlin Emilie Ferchel (1846–1883), eine Tochter des Geometers Joseph Ferchel (1795–1853) aus München und der Viktoria Riegg (1808–1883). Mit ihr hatte er zwei Töchter und zwei Söhne; der Sohn Rudolf Paulsen wurde später ebenfalls Philosoph. Paulsens Ehefrau Emilie starb bereits 1883.
1892 heiratete er seine Schwägerin Laura Ferchel (1851–1925), die ihm seit dem Tod ihrer Schwester den Haushalt geführt hatte. Aus dieser zweiten Ehe stammten keine Kinder.

### Professuren
1877 betraute man Paulsen, als ersten Professor in Deutschland, mit einem Lehrauftrag in Pädagogik, der im darauffolgenden Jahr zu einem Extraordinariat für Philosophie und Pädagogik erweitert wurde.
1894 berief man ihn in Berlin zum Ordinarius für Philosophie und Pädagogik. Hier avancierte Paulsen in den folgenden Jahren zu einem der einflussreichsten Professoren seiner Zeit. In den folgenden Jahren lehnte Paulsen immer wieder Rufe an die Universitäten Breslau, Würzburg, München, Kiel und Leipzig ab, ebenso wie die Einladung zu einer Gastprofessur in Harvard, Yale und Cornell (1905).
Seine Schüler waren u. a. Jonas Cohn, Kurt Eisner, Friedrich Wilhelm Foerster, Paul Hinneberg, Edmund Husserl, Theodor Litt, George Herbert Mead, Herman Nohl, Berthold Otto, Albert Schweitzer, Eduard Spranger, William Stern, George Santayana, Ferdinand Tönnies – ihm bald lebenslang befreundet und der Begründer der Soziologie in Deutschland – und Alfred Wegener.

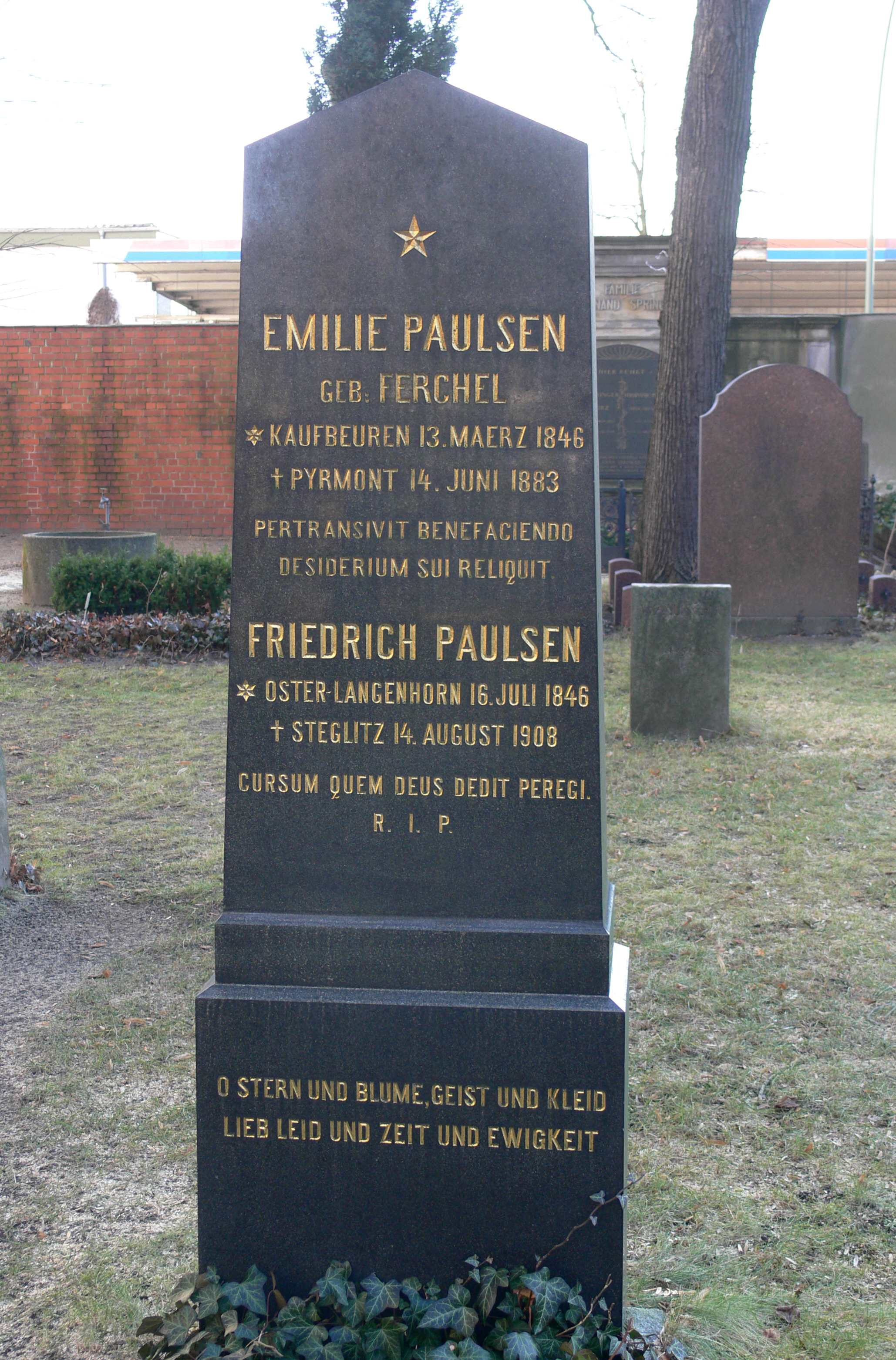
Paulsens Grab auf dem Alten St.-Matthäus-Kirchhof in Berlin-Schöneberg

Im Alter von 62 Jahren starb Friedrich Paulsen am 14. August 1908 in Steglitz. Sein Grab auf dem Alten St. Matthäus-Kirchhof ist erhalten. Es war von 1956 bis 2014 als Ehrengrab der Stadt Berlin gewidmet.

## Werk
Paulsen gilt als ein Vertreter des Neuidealismus. Er selbst führte Baruch Spinoza, John Stuart Mill und Immanuel Kant als seine Wurzeln an.
Paulsen war ein Befürworter der Reformpädagogik. Er wandte sich zugunsten des „deutschen Aufsatzes“ erfolgreich gegen den „lateinischen Aufsatz“ als Abitur-Leistung (vgl. Neuhumanismus). Paulsen kann als der geistige Vater des modernen Gymnasiums gelten, in dem die modernen Sprachen und Naturwissenschaften den alten Sprachen gleichberechtigt gegenüberstehen.
Mit vielen Schriften, besonders System der Ethik und Einleitung in die Philosophie, zielte Paulsen durch Allgemeinverständlichkeit auf Breitenwirkung, was ihm außerordentlich hohe Auflagen, aber auch Kritik von Seiten der Fachkollegen einbrachte.

„[Er] bot kein geschlossenes System der Philosophie, sondern reale Lebenshilfe, die auch von einfachen Leuten in ihrer jeweiligen gesellschaftlichen Wirklichkeit verstanden werden konnte.“

## Rezeption
Paulsens Geschichte des gelehrten Unterrichts (1885) erreichte einen Status als Klassiker. Seine Werke wurden in mehrere Weltsprachen übersetzt. Insbesondere in den USA fanden sie weite Verbreitung, während er in Deutschland weithin in Vergessenheit geriet. Es wird kolportiert, dass Mao Zedong sich Paulsens sozialkritische Standpunkte zum Teil zu Eigen gemacht habe. 

### Lebenserinnerungen
Paulsen hinterließ ein umfangreiches Manuskript mit seinen Lebenserinnerungen, aus dem der Diederichs-Verlag in Jena 1909 die Kapitel herausbrachte, in denen Paulsen seine Kindheit und Jugend beschrieben hatte. Der umfassendere Teil über sein wissenschaftliches Wirken blieb in Deutschland ungedruckt. Paulsens Schüler Theodor Lorenz, der in die USA emigriert war, erkannte die Bedeutung des Textes und übersetzte die gesamte Autobiographie, allerdings mit vielen Kürzungen, ins Englische; 1938 erschien sie in New York. Daher wurden die Erinnerungen 70 Jahre lang in englischer Sprache zitiert, nicht aber in der deutschen Originalfassung.
Zu Paulsens 100. Todestag erschienen seine Lebenserinnerungen erstmals vollständig im Jahr 2008. Thomas Steensen, Direktor des Nordfriisk Instituut in Bredstedt, hatte das Manuskript in Paulsens Villa in Berlin-Steglitz ausfindig gemacht und veröffentlichte es gemeinsam mit Dieter Lohmeier.

### Namensgeber und Denkmale
1908 wurde ein Realgymnasium in Steglitz bei Berlin nach ihm benannt (heute: Paulsen-Gymnasium). Diese Schule bemühte sich um die Umsetzung seiner pädagogischen Reformideen, genau wie auch die 1925 gegründete Friedrich-Paulsen-Schule in Niebüll. 1931 wurde auch die Schule in seinem Geburtsort Langenhorn nach ihm benannt.
1911 wurde im Auftrag der „Deutschen Oberlehrer“ im „Park am Fichtenberg“ (Heute Ruth-Andreas-Friedrich-Park) in Steglitz ein Denkmal für Paulsen errichtet. Die verschollene Originalbüste wurde 1959 durch eine Büste Paulsens von der Hand der Bildhauerin Magdalena Müller-Martin ersetzt.
In Langenhorn erinnern seit 2012 ein „Friedrich-Paulsen-Platz“ an der Kirche und ein Denkmal an den Sohn des Dorfes. Die dortige Büste stammt von dem Bildhauer Ferdinand Seeboeck und wurde dem Nordfriisk Instituut in Bredstedt von den Nachkommen Paulsens geschenkt.

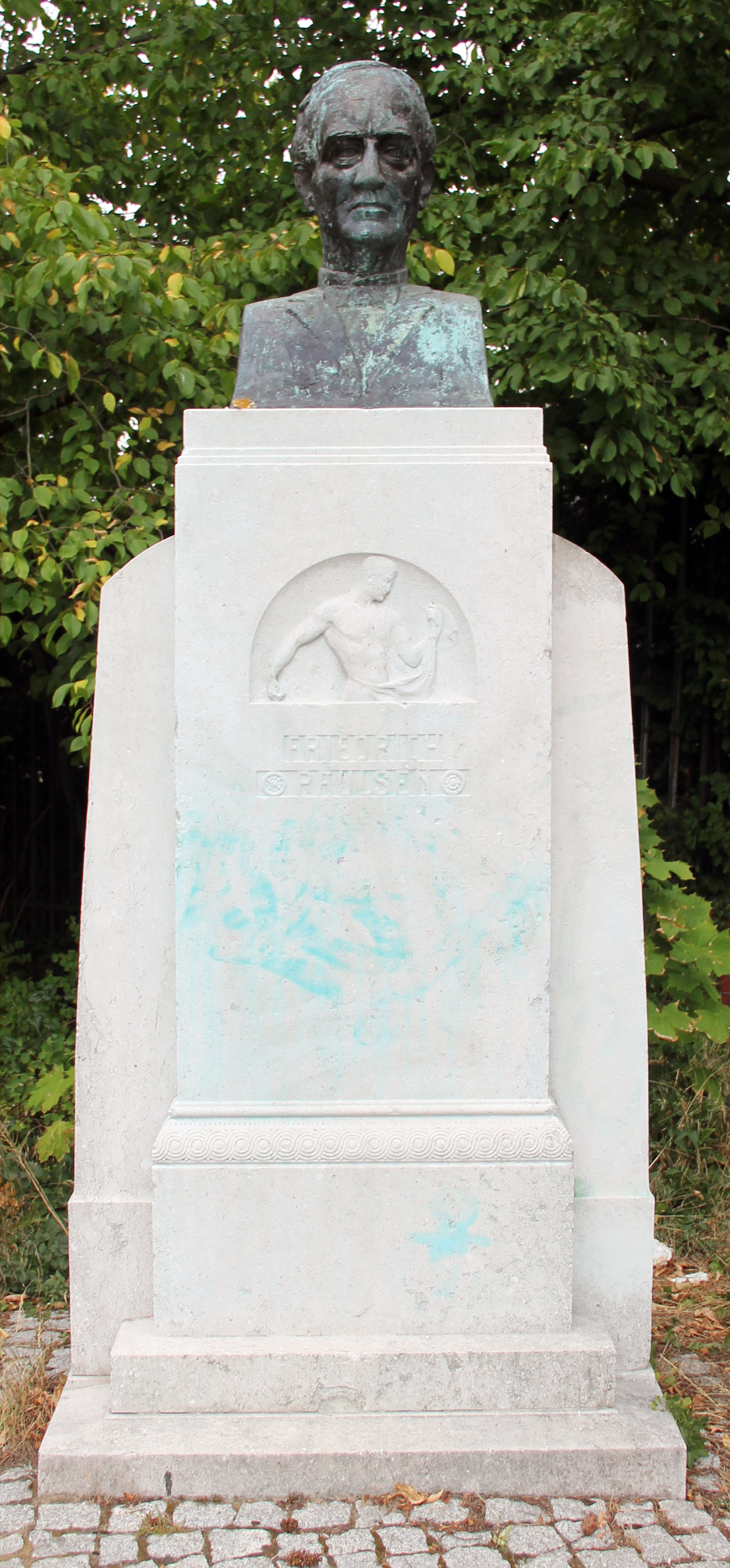
Paulsen-Denkmal in Berlin-Steglitz
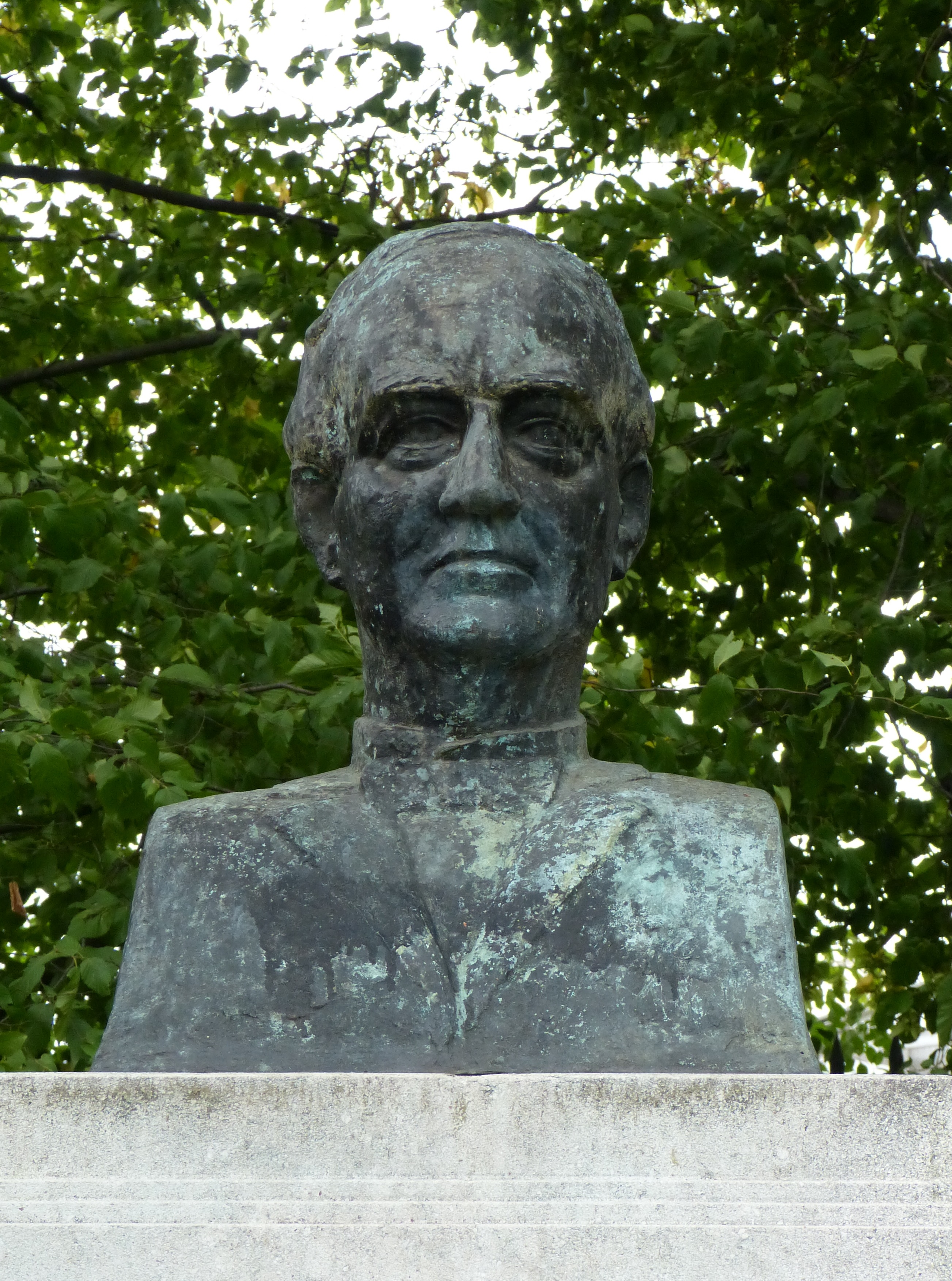
Büste des Denkmals in Berlin-Steglitz von Magdalena Müller-Martin
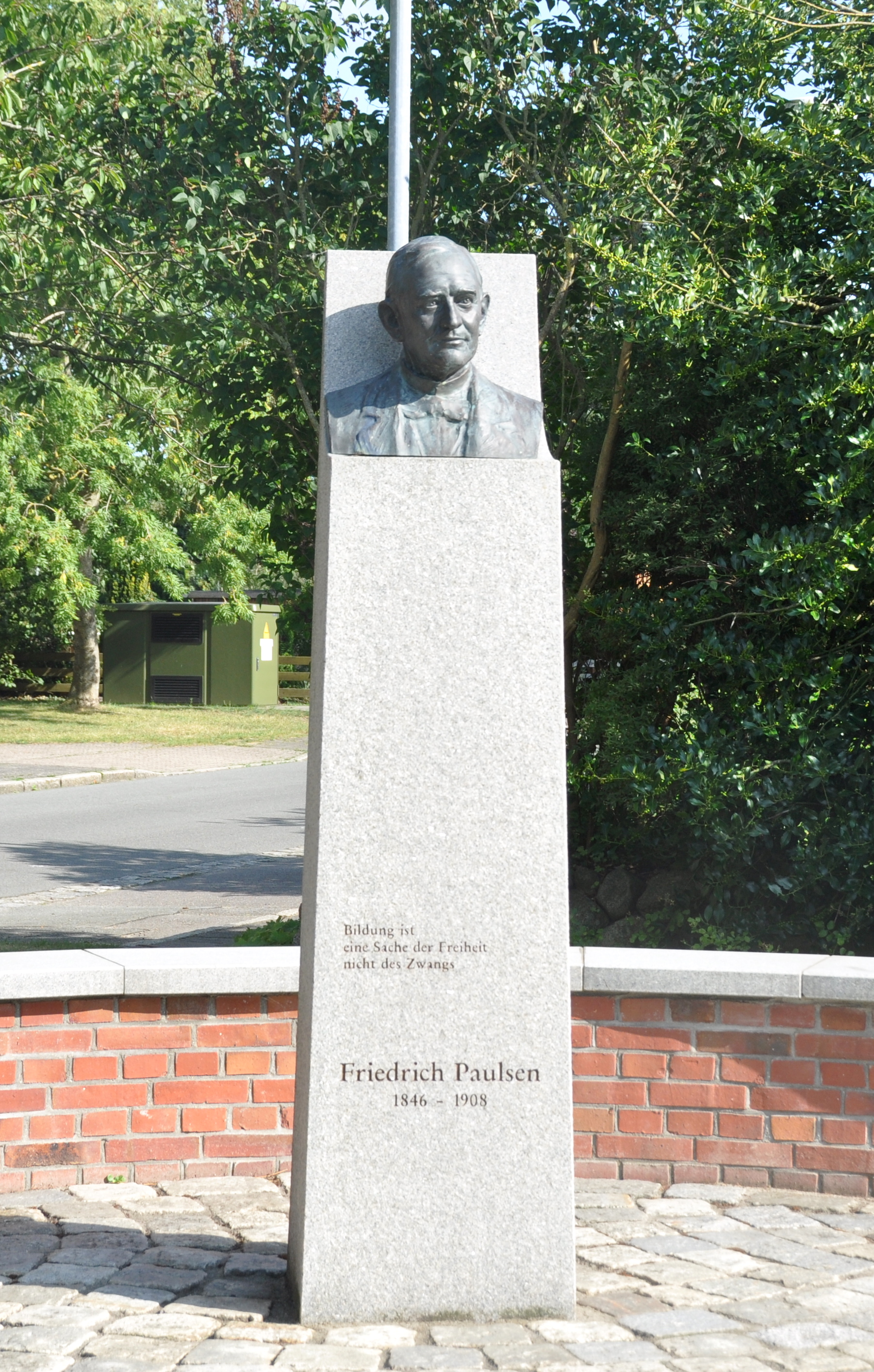
Paulsen-Denkmal in Langenhorn
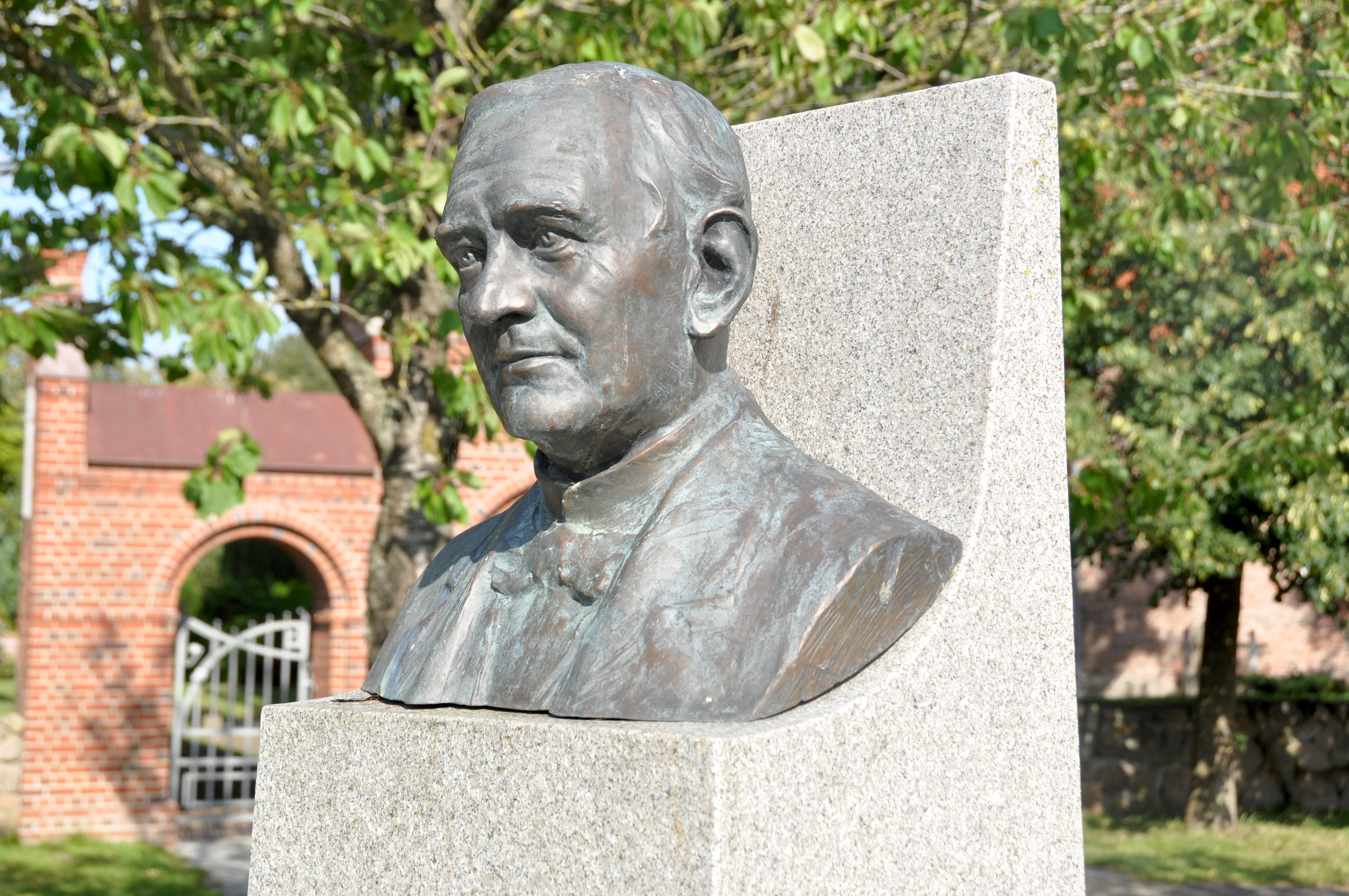
Büste des Denkmals in Langenhorn

## Zitat
„Ich gönne der vielgeplagten Menschheit jeden Traum von zukünftigem Glück von Herzen. Doch scheint mir, daß dieser nicht ganz gefahrlos ist: er möchte eine allzu unbillige Mißstimmung gegen das wirkliche Leben, wie es die Gegenwart bietet, erzeugen, und er würde, wenn die Menschheit, den Kopf von jenen Bildern erfüllt, aufbräche, das Traumland zu suchen, zu einem allzu schmerzlichen Erwachen führen. Ich zweifle daran, ob der Himmel auf Erden überhaupt kommen wird.“

## Werke (Auswahl)
- Symbolae ad systemata philosophiae moralis historicae et criticae. Schade, Berlin 1871. (Digitalisat)
- Versuch einer Entwicklungsgeschichte der Kantischen Erkenntnisstheorie. Fues, Leipzig 1875. (Digitalisat)
- Geschichte des gelehrten Unterrichts auf den deutschen Schulen und Universitäten vom Ausgang des Mittelalters bis zur Gegenwart. Mit besonderer Rücksicht auf den klassischen Unterricht. 2 Bde., Veit/Metzger & Wittig, Leipzig 1885. (Digitalisat)
- System der Ethik. Mit einem Umriß der Staats- und Gesellschaftslehre. Hertz, Berlin 1889. (Digitalisat Band 1), (Band 2)
- Einleitung in die Philosophie. Ferdinand Tönnies gewidmet. Hertz, Berlin 1892; späterhin mehr als 40 Auflagen. (Digitalisat der 2. Aufl.)
- Immanuel Kant. Sein Leben und seine Lehre. Stuttgart 1898. (Digitalisat der 2. Aufl.)
- Philosophia militans. Gegen Klerikalismus und Naturalismus. Berlin 1901. (Digitalisat)
- Die deutschen Universitäten und das Universitätsstudium. Asher, Berlin 1902.
- Aus den Lebenserinnerungen des Grönlandfahrers und Schiffers Paul Frercksen. In: Zeitschrift der Gesellschaft für Schleswig-Holsteinische Geschichte. Bd. 35 (1905), S. 76–116 (Digitalisat).
- Das deutsche Bildungswesen in seiner geschichtlichen Entwicklung. Teubner, Leipzig 1906. (Digitalisat).

Einflussreiche Übersetzungen:
- A System of Ethics. New York and Chicago: Charles Scribner’s Sons, 1899. (Übersetzung der 3. deutschen Auflage ins Englische von Frank Thilly).
- 倫理學原理 Rinrigaku taikei. Tokyo: Hakubunkan, Meiji 37 (=1904). (Unvollständige Übersetzung von „System der Ethik“ aus dem Deutschen ins Japanische von 蟹江義丸 Kanie Yoshimaru u. a.).
- 伦理学原理 Lunli xue yuanli. Shanghai: Shangwu yinshuguan, 1909. (Unvollständige Übersetzung von „System der Ethik“ aus den japanischen und deutschen Ausgaben ins Chinesische von 蔡元培 Cai Yuanpei).

Postum erstmals erschienen:
- Aus meinem Leben. Jugenderinnerungen. Diederichs, Jena 1909 (online auf zeno.org).
- An autobiography. Übersetzt u. hrsg. von Theodor Lorenz. New York: Columbia Univ. Press, 1938.
- Pädagogik. Cotta, Stuttgart 1911.
- Ferdinand Tönnies/Friedrich Paulsen: Briefwechsel 1876–1908. Hrsg. von Olaf Klose, Eduard Georg Jacoby, Irma Fischer. Hirt, Kiel 1961.
- Aus meinem Leben. Vollständige Ausgabe. Herausgegeben von Dieter Lohmeier und Thomas Steensen. Verlag Nordfriisk Instituut, Bräist/Bredstedt 2008, ISBN 978-3-88007-346-3.